# Ультиматум
Ультиматум (лат. ultimatum, від ultimus - останній, крайній) —  рішуча, категорична  вимога, що супроводжується погрозами.
В міжнародних відносинах категорична вимога (про виконання в певний строк тих чи інших дій або утримання від них) однієї держави до іншої супроводжувана погрозою застосувати санкції (розрив дипломатичних відносин, бойкот, блокада тощо). Переважно викладається в дипломатичній ноті. Застосування ультиматуму обмежено Статутом ООН, який зобов'язує членів ООН утримуватись в міжнародних відносинах від погрози силою або її застосування (ст.2, п. 4)
Ультима́тум (лат. ultimatum — доведене до кінця) — вимога, пов'язана з обмеженням часу, який даний на її виконання, а також з погрозою серйозних наслідків у разі її невиконання.
Ультиматум є демонстрацією небажання якого-небудь роду переговорів. Ультиматуми застосовуються насамперед в політиці і часом передують оголошенню війни. Іноді ультиматуми зустрічаються й в інших соціальних сферах, наприклад в особистому житті або у економіці. З етичної точки зору ультиматуми в наш час оцінюються скоріше негативно, особливо якщо вони пов'язані з шантажем. Проте, в певних політичних ситуаціях ультиматуми здатні запобігти більшому злу.